# Михновичи (Берёзовский район)
Михновичи (бел. Міхнавічы) — деревня в Берёзовском районе Брестской области Белоруссии. Входит в состав Селецкого сельсовета.

## География
Деревня находится в центральной части Брестской области, при автодороге Н-116, на расстоянии приблизительно 15 километров (по прямой) к западо-северо-западу от города Берёза, административного центра района. Абсолютная высота — 157 метров над уровнем моря. Площадь населённого пункта — 0,4162 км².

## История
По состоянию на 1905 год, в Михновичах проживало 297 человек. В административном отношении деревня входила в состав Селецкой волости Пружанского уезда Гродненской губернии.
Согласно Рижскому мирному договору (1921), деревня вошла в состав межвоенной Польши. Входила в состав гмины Селец Пружанского повета Полесского воеводства Польши. В 1921 году числилось 74 жителя, проживавших в 16 домах. В этническом составе населения того периода поляки составляли 54 %, белорусы — 46 %. В конфессиональном составе населения преобладали православные христиане (72 %) и католики (28 %).
С 1939 года в БССР, с 1940 года деревня в составе Нарутовицкого сельсовета.

## Население
По данным переписи 2019 года, в деревне проживало 16 человек.
| Год  | Население, человек |
| ---- | ------------------ |
| 1905 | 297                |
| 1921 | ↘ 74               |
| 2009 | ↘ 34               |
| 2019 | ↘ 16               |